# Olivella tergina
Olivella tergina es una especie de pequeño caracol marino, molusco gasterópodo marino de la subfamilia Olivellinae, de la familia Olividae, las aceitunas. Las especies del género Olivella son comúnmente llamadas aceitunas enanas.

## Descripción
La longitud de la concha varía entre 11 mm y 16 mm.

## Distribución
Esta especie marina se encuentra frente a las costas de México, Panamá y Perú. -

Costa oeste de las Américas.